# Wściekłość (film 1977)
Wściekłość (tytuł oryg. Rabid; alternat. tytuł pol. Wścieklizna) – kanadyjski film grozy z podgatunku „body horror”, powstały w 1977 roku w reżyserii Davida Cronenberga. Podczas Sitges − Catalonian International Film Festival w 1977 obraz nagrodzono dwoma nagrodami, za scenariusz i efekty specjalne.

## Opis fabuły
Młoda kobieta ulega wypadkowi na drodze. Zostaje poddana eksperymentalnemu zabiegowi. Gdy po miesiącu odzyskuje przytomność, wykazuje silną żądzę krwi.

## Wydanie filmu
Światowa premiera Wściekłości przypadła na 8 kwietnia 1977 roku: tego dnia wydano ją w kinach na terenie Kanady i Stanów Zjednoczonych. Film odniósł umiarkowany sukces w zestawieniach amerykańskiego box-office'u. 24 czerwca 1977 odbyła się premiera zachodnioniemiecka, a 3 sierpnia − francuska. W 2019 roku pojawił się zaś remake filmu pod tym samym tytułem z Laurą Vandervoort w roli głównej.